# Chiesa cattolica nello Sri Lanka
La Chiesa cattolica nello Sri Lanka è parte della Chiesa Cattolica universale, sotto la guida spirituale del Papa e della Santa Sede.

## Situazione
La Chiesa locale è ben inserita nella società, sia tra la componente tamil che tra quella cingalese, maggioritaria, avendo posto radici in entrambi i popoli fin dal XVI secolo. I cattolici delle due etnie hanno rapporti pacifici tra loro.
La guerra civile che ha attanagliato il Paese per anni ha avuto pesanti conseguenze sia per la Chiesa locale sia per i fedeli e il clero. Molti missionari e prelati sono stati coinvolti, loro malgrado, e alcuni sono stati uccisi. Migliaia di cattolici tamil sono stati rinchiusi nelle carceri come combattenti o fiancheggiatori della guerriglia, senza che venissero loro le formalizzate accuse. Inoltre, nella sola diocesi di Jaffna, 110 chiese sono state abbandonate, come pure 15 case di religiosi. 
I cattolici sono circa 1.400.000, pari al 7% della popolazione. Il Paese è suddiviso in 11 diocesi, inclusa l'Arcidiocesi di Colombo, la capitale.

## Organizzazione ecclesiastica
La Chiesa cattolica è presente sul territorio con 1 sede metropolitana e 11 diocesi suffraganee:
- Arcidiocesi di Colombo:
  - Diocesi di Anuradhapura
  - Diocesi di Badulla
  - Diocesi di Batticaloa
  - Diocesi di Chilaw
  - Diocesi di Galle
  - Diocesi di Jaffna
  - Diocesi di Kandy
  - Diocesi di Kurunegala
  - Diocesi di Mannar
  - Diocesi di Ratnapura
  - Diocesi di Trincomalee

L'arcidiocesi di Colombo è l'unica circoscrizione ecclesiastica retta attualmente da un porporato, il cardinale Albert Malcolm Ranjith Patabendige Don.

## Nunziatura apostolica
Nel 1969 è stata istituita la Delegazione apostolica di Ceylon, rinominata in Delegazione apostolica dello Sri Lanka nel 1972.
La Nunziatura apostolica nello Sri Lanka fu eretta il 6 settembre 1975 con il breve apostolico Quantum pacis di papa Paolo VI.

### Delegati apostolici
- Luciano Storero † (22 novembre 1969 - 24 dicembre 1970 nominato nunzio apostolico nella Repubblica Dominicana)
- Carlo Curis † (14 luglio 1971 - 10 febbraio 1976 nominato pro-nunzio apostolico)

### Nunzi apostolici
- Carlo Curis † (10 febbraio 1976 - 30 marzo 1978 nominato pro-nunzio apostolico in Nigeria)
- Nicola Rotunno † (13 aprile 1978 - 30 agosto 1983 nominato pro-nunzio apostolico in Siria)
- Ambrose Battista De Paoli † (23 settembre 1983 - 6 febbraio 1988 nominato pro-nunzio apostolico in Lesotho e delegato apostolico in Sudafrica)
- François Robert Bacqué † (17 giugno 1988 - 7 giugno 1994 nominato nunzio apostolico nella Repubblica Dominicana)
- Osvaldo Padilla (20 agosto 1994 - 22 agosto 1998 nominato nunzio apostolico in Nigeria)
- Thomas Yeh Sheng-nan (10 novembre 1998 - 22 aprile 2004 nominato nunzio apostolico in Algeria e in Tunisia)
- Mario Zenari (10 maggio 2004 - 30 dicembre 2008 nominato nunzio apostolico in Siria)
- Joseph Spiteri (21 febbraio 2009 - 1º ottobre 2013 nominato nunzio apostolico in Costa d'Avorio)
- Pierre Nguyên Van Tot (22 marzo 2014 - 2 gennaio 2020 dimesso)
- Brian Udaigwe (13 giugno 2020 - 12 aprile 2025 nominato nunzio apostolico in Etiopia)

## Conferenza episcopale
Elenco dei Presidenti della Conferenza dei vescovi cattolici dello Sri Lanka:
- Cardinale Thomas Benjamin Cooray, O.M.I. (1970 - 1977)
- Vescovo Anthony de Saram (1977 - 1980)
- Vescovo Frank Marcus Fernando (1980 - 1989)
- Arcivescovo Nicholas Marcus Fernando (1989 - 1995)
- Vescovo Joseph Vianney Fernando (1995 - 1998)
- Arcivescovo Oswald Thomas Colman Gomis (1998 - 2004)
- Vescovo Joseph Vianney Fernando (aprile 2004 - aprile 2010)
- Cardinale Albert Malcolm Ranjith Patabendige Don (aprile 2010 - 21 febbraio 2017)
- Vescovo Julian Winston Sebastian Fernando, S.S.S. (21 febbraio 2017 - 10 giugno 2022)
- Vescovo Harold Anthony Perera, dal 10 giugno 2022

Elenco dei Vicepresidenti della Conferenza dei vescovi cattolici dello Sri Lanka:
- Vescovo Christian Noel Emmanuel, dal 10 giugno 2022

Elenco dei Segretari generali della Conferenza dei vescovi cattolici dello Sri Lanka:
- Vescovo Jayakody Aratchige Don Anton Jayakody, dal 10 giugno 2022